# Puig de l'Àliga (Ogassa)
El Puig de l'Àliga és una muntanya de 1.491 metres que es troba al municipi d'Ogassa, a la comarca catalana del Ripollès.